# Stefan Ulm
Stefan Ulm (n. 21 decembrie 1975, Berlin, RDG) este un caiacist ce a reprezentat Germania, medaliat olimpic. A participat la 2 ediții ale Jocurilor Olimpice (2000, 2004) în care a câștigat două medalii de argint.